# Lengerich, Steinfurt
Lengerich là một đô thị ở huyện Steinfurt, trong Nordrhein-Westfalen, Đức. Đô thị này nằm ở sườn phía nam của rừng Teutoburg, và 15 km về phía tây nam của Osnabrück và 30 km về phía đông bắc Münster.

## Kết nghĩa
- Leegebruch (Brandenburg, Đức)
- Wapakoneta (Ohio, Hoa Kỳ)
- Warta (Ba Lan)